# سونيا
سونيا (بالإنجليزية: Sonia)‏ هي موسيقية ومغنية بريطانية، ولدت في 13 فبراير 1971 في Skelmersdale ‏ في المملكة المتحدة.

## وصلات خارجية
- الموقع الرسمي
- سونيا على موقع IMDb (الإنجليزية)
- سونيا على موقع ميوزك برينز (الإنجليزية)
- سونيا على موقع ميوزك برينز (الإنجليزية)
- سونيا على موقع أول ميوزيك (الإنجليزية)
- سونيا على موقع ديسكوغز (الإنجليزية)
- سونيا على موقع قاعدة بيانات الفيلم (الإنجليزية)